# Trinitatiskirche (Nette)

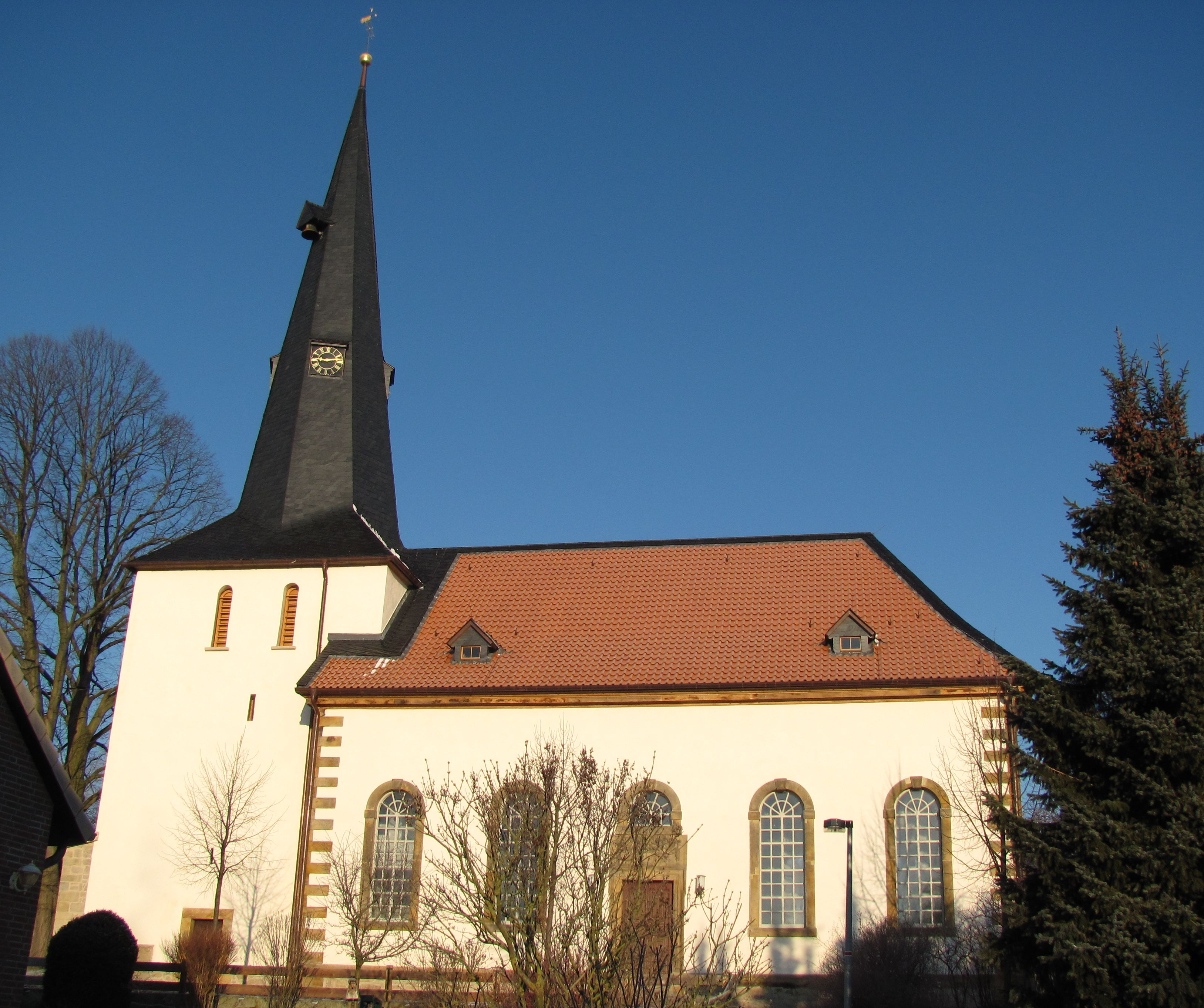
Trinitatiskirche

Die evangelisch-lutherische Trinitatiskirche steht in Nette, einem Ortsteil von Bockenem im Landkreis Hildesheim in Niedersachsen. Die Kirchengemeinde gehört zu einem Gemeindeverbund im Kirchenkreis Hildesheimer Land-Alfeld im Sprengel Hildesheim-Göttingen der Evangelisch-lutherischen Landeskirche Hannovers.

## Beschreibung
Der bereits 1295 bestandene, dem Patronat der  Apostel Petrus und Paulus unterstellte Vorgängerbau, wurde 1576 durch eine Kirche ersetzt, die bereits Trinitatiskirche hieß. Nachdem diese in der ersten Hälfte des 18. Jahrhunderts baufällig geworden war, wurde sie bis auf den Kirchturm abgerissen. 1731 ließ der Graf von Görtz und von Wrisberg, der das Kirchenpatronat innehatte, ein neues Kirchenschiff aus verputzten Bruchsteinen mit Eckquaderung erbauen. Es wurde 2 Meter höher gelegt, was noch am alten Portal an der Westseite zu erkennen ist. 
Das Kirchenschiff der Saalkirche hat Bogenfenster und ist mit einem Satteldach bedeckt, das im Osten abgewalmt ist. Das Portal, über dem sich eine Inschrift mit dem Wappen des Patrons befindet, liegt auf der Südseite des Kirchenschiffs. Der Kirchturm, dessen Schießscharten beweisen, dass er ursprünglich zu einer Wehrkirche gehörte, hat rundbogige Klangarkaden, hinter denen sich der Glockenstuhl befindet, in dem zwei Kirchenglocken hängen, die 1982 von der Glocken- und Kunstgießerei Rincker gegossen wurden. Bedeckt ist der Turm mit einem schiefergedeckten Helm, der aus einem quadratischen Ansatz in eine hochausgezogene, achteckige Spitze übergeht. Die Zifferblätter der Turmuhr, die in den 1960er Jahren ersetzt werden musste, befinden sich in Dachgauben. Weiter oben ist ein Kragträger, an dem die Schlagglocke hängt. 
Die Flachdecke, die den Innenraum überspannt, ist mit Vouten versehen. Die L-förmigen Emporen sind an der West- und der Nordwand. Zur Kirchenausstattung gehört ein Altarretabel von 1732 mit zwei gedrehten Säulen mit einem Gemälde dazwischen. Die Kanzel mit ihrem Schalldeckel an der Südwand wurde ebenfalls 1732 errichtet. Die Statuen der Apostel Petrus und Paulus, die an der Innenwand links und rechts neben dem Portal standen, wurden 1935 entfernt. 1733/1734 wurde die erste Orgel mit 14 Registern, einem Manual und Pedal von Johann Wilhelm Gloger gebaut. Sie wurde 1852 von Heinrich Schaper um ein zweites Manual erweitert. Nach mehreren Reparaturen wurde sie 2003 von den Gebrüdern Hillebrand restauriert.